# Brent en Shane Kinsman
Brent en Shane Kinsman (Los Angeles, 13 november 1997) zijn een in Amerika geboren tweeling jeugdacteurs.

## Filmografie

### Films
- 2005 Cheaper by the Dozen 2 – als Nigel/Kyle Baker
- 2003 Cheaper by the Dozen – als Nigel/Kyle Baker

### Televisieseries
- 2004-2011 Desperate Housewives – als Preston Scavo – 89 afl.
- 2008 ER – als Curly/Larry Weddington – 1 afl.

### Computerspellen
- 2006 Desperate Housewives: The Game – als Preston Scavo

## Prijzen

### Screen Actors Guild Awards
- 2009 in de categorie Uitstekende Optreden door een Cast in een Televisieserie met de televisieserie Desperate Housewives – genomineerd.
- 2008 in de categorie Uitstekende Optreden door een Cast in een Televisieserie met de televisieserie Desperate Housewives – genomineerd.
- 2007 in de categorie Uitstekende Optreden door een Cast in een Televisieserie met de televisieserie Desperate Housewives – genomineerd.
- 2006 in de categorie Uitstekende Optreden door een Cast in een Televisieserie met de televisieserie Desperate Housewives – gewonnen.

### Young Artist Awards
- 2006 in de categorie Beste Optreden door een Cast in een Film met de film Cheaper by the Dozen 2 – genomineerd.
- 2004 in de categorie Beste Optreden door een Cast in een Film met de film Cheaper by the Dozen – gewonnen.